# Magyar filmek listája (2010–2019)
Ez az oldal a 2010-es évtizedben megjelent magyar filmeket (játék-, dokumentum-, illetve egész estés animációs filmeket) listázza.

## 2010-es évek

### 2010
| Cím                                   | Rendező                                                 | Megjegyzés        | Szereplők                                                                                            | DVD             |
| ------------------------------------- | ------------------------------------------------------- | ----------------- | --- | --------------- |
| Apacsok                               | Török Ferenc                                            | 80 p. dráma       | Csányi Sándor, Gazsó György, Szervét Tibor, Csomós Mari                                              | Megjelent DVD-n |
| Bibliotheque Pascal                   | Hajdu Szabolcs                                          | 105 p.            | Török-Illyés Orsolya, Andi Vasluianu, Shamgar Amram, Tăzvan Vasilescu, Oana Pella, Mihail Constantin | Megjelent DVD-n |
| Bogyó és Babóca – 13 mese             | M. Tóth Géza és Antonin Krizsanics                      |                   | rajzfilm                                                                                             | Megjelent DVD-n |
| Czukor Show                           | Dömötör Tamás                                           | 88 p.             | Czukor Balázs, Árpa Attila, Anger Zsolt, Szabados Mihály, Vasvári Emese, Csonka Szilvia              | Megjelent DVD-n |
| A csodálatos univerzum                | Gráner József                                           | 47 p. 3D          | ismeretterjesztő                                                                                     | -               |
| Dobogó kövek                          | Martin Csaba                                            | 102 p.            | Martin Csaba, Molnár Attila, Pindroch Csaba, Czupi Kála, Tánczos Tamás, Illyés József                | -               |
| East Side Stories                     | Bollók Csaba, Bodzsár Márk Török Ferenc, Hajdú Szabolcs | 90 p. jf.         | Nagy Ervin, Török-Illyés Orsolya, Trill Zsolt, Garas Dezső, Radnay Csilla, Telekes Péter             | -               |
| A Föld szeretője                      | Pozsgai Zsolt                                           | 100 p.            | Őze Áron, Koncz Gábor, Auksz Éva, Sunyovszky Szilvia, Kézdy György, Görög László                     | -               |
| Halálkeringő                          | Köves Krisztián Károly                                  | 100 p.            | Dobó Kata, Kern András, Lengyel Tamás, Mészáros Béla, Ujlaki Dénes                                   | Megjelent DVD-n |
| A hét nyolcadik napja                 | Fazekas Lajos                                           | 52 p.             | mesefilm                                                                                             | -               |
| Igazából apa                          | Novák Emil                                              | 90 p. vígj.       | Kaszás Géza, Varga Boglárka, Kamarás Iván, Scherer Péter, Polyák Lilla, Gryllus Dorka                | -               |
| Így, ahogy vagytok                    | Makk Károly                                             |                   | Cserhalmi György, Nagy-Kálózy Eszter, Csányi Sándor, Szabó Győző, Fenyő Iván, Törőcsik Mari          | Megjelent DVD-n |
| Inkubátor                             | Pigniczky Réka                                          | 84 p.             | dokumentumfilm                                                                                       | -               |
| Ivanovék karácsonya                   | Gothár Péter                                            | 75 p.             | Szirtes Ágnes, Lengyel Ferenc, Elek Ferenc, Fekete Ernő, Pelsőczy Réka, Jordán Adél                  | -               |
| Keleti PU.                            | Rudolf Péter                                            | 85 p. vígj.       | Bánsági Ildikó, Almási Sándor, Derzsi János, Hirtling István                                         | -               |
| Kemény csajok nem álmodnak            | Zsemberi Zsofia                                         |                   | Zsemberi Zsófia, Petrik Andrea, Nedeczky Dóra, Hermann Gábor                                         | -               |
| Kolorádó Kid                          | Vágvölgyi B. András                                     | 93 p.             | Nagy Zsolt, Sárosdi Lilla, Kokics Péter, Szabó Zola, Fullajtár Andrea, Gáspár Tibor                  | -               |
| Látogatás                             | Pejó Róbert                                             | 95 p.             | Gryllus Dorka, Merab Ninidze, Andreas Lust, Ursina Lardi, Nyári Oszkár, Egyed Attila                 | -               |
| Magyar retró                          | Papp Gergely Zsigmond                                   | 80 p.             | dokumentumfilm                                                                                       | Megjelent DVD-n |
| Mindszenty – A fehér vértanú          | Koltay Gábor                                            | 138 p.            | dokumentumfilm                                                                                       | -               |
| Mindszenty – Szeretlek Faust          | Pozsgai Zsolt                                           | 100 p. játékfilm  | Lux Ádám, Kautzky Armand, Fazekas Zsuzsanna, Fazekas Andrea                                          | -               |
| A Nibelung-lakópark                   | Mundruczó Kornél                                        | 100 p.            | Rába Roland, Nagy Zsolt, Gyabronka József, Péterfy Bori, Sárosdi Lilla, Láng Annamária               | -               |
| Oda az igazság!                       | Jancsó Miklós                                           | 85 p.             | Daniel Olbrychski, Mundruczó Kornél, Mucsi Zoltán, Cserhalmi György, Pindroch Csaba                  | -               |
| Szélcsend                             | Sas Tamás                                               |                   | Kováts Adél, Kovács Patricia, Pálmai Anna                                                            | -               |
| Szelíd teremtés – A Frankenstein-terv | Mundruczó Kornél                                        | 105 p.            | Frecska Rudolf, Mundruczó Kornél, Csikos Kitty, Monori Lili, Székely B. Miklós                       | -               |
| Szinglik éjszakája                    | Sas Tamás                                               | 95 p.             | Hámori Gabriella, Nagy Ilona, Szávai Viktória, Gallusz Nikolett, Karácsonyi Zoltán, Seress Zoltán    | Megjelent DVD-n |
| Tündérváros                           | Dala István                                             | 50 p.             | ismeretterjesztő                                                                                     | -               |
| Üvegtigris 3.                         | Rudolf Péter                                            | 100 p. vígj.      | Rudolf Péter, Reviczky Gábor, Gáspár Sándor, Szarvas József, Horváth Lajos Ottó, Csuja Imre          | Megjelent DVD-n |
| Varga Katalin balladája               | Peter Strickland                                        | 82 p. román-angol | Péter Hilda, Pálffy Tibor, Tankó Norbert, Mátray László, Kántor Melinda, Roberto Giacomello          | -               |
| A vizsga                              | Bergendy Péter                                          | 90 p. triller     | Nagy Zsolt, Kulka János, Hámori Gabriella, Scherer Péter, Elek Ferenc, Haumann Péter                 | Megjelent DVD-n |
| Zimmer Feri 2.                        | Tímár Péter                                             | 91 p. szí. vígj.  | Reviczky Gábor, Pogány Judit, Szarvas József, Kovács Vanda, Növényi Norbert, Molnár Piroska          | Megjelent DVD-n |
| Az ügynökök a paradicsomba mennek     | Dézsy Zoltán                                            | 91 perc játékfilm | Karalyos Gábor, Lukács Sándor, Kubik Anna, Andorai Péter, Vizy Márton, Benkóczy Zoltán               | -               |

### 2011
| Cím                                                              | Rendező            | Megjegyzés                            | Szereplők | DVD             |
| Ármány és szerelem Anno 1951                                     | Mészáros Márta     | 55 p. dráma, TV                       | Kováts Adél, Nagy-Kálózy Eszter, Rudolf Péter, Börcsök Enikő, Fekete Ernő. Hegedűs D. Géza                                                                                   | -               |
| Csak a szél                                                      | Fliegauf Benedek   | 86 p. dráma                           | Ezüst Medve-Berlin, Toldi Katalin, Lendvay Gyöngyi, Sárkány Lajos, Toldi György, Egyed Attila, Vasvári Emese                                                                 | -               |
| Az ember tragédiája                                              | Jankovics Marcell  | 160 p.                                | animáció | -               |
| A halálba táncoltatott leány                                     | Hules Endre        | 100 p., felír.                        | Hules Endre, László Zsolt, Melkvi Bea, Deborah Kara Unger, Stephen McHattie, Boris Cavazza                                                                                   | -               |
| A Hópárduc talpra áll                                            | Kollman András     | 87 p.                                 | dokumentumfilm- Erőss Zsolt hegymászóról | -               |
| Isztambul                                                        | Török Ferenc       | 94 p. jf.                             | Johanna ter Steege, Yavzn Bingol, Varga Norbert, Padraic Delaney, Tenki Réka, Lukáts Andor                                                                                   | -               |
| Janus                                                            | Pozsgai Zsolt      | 72 p. játékf.                         | Stohl András, Máthé P. Gábor, Szvetnyik Kata, Keresztes Gábor, Szebeni János, Módri Györgyi                                                                                  | -               |
| A kék bolygó 3D                                                  | Gráner József      | 50 p.                                 | ismeretterjesztő | -               |
| Ki/Be Tawaret                                                    | Molnár György      | 92 p. játékf.                         | Kerekes Vica, Schlanger András, Ötvös András, Kovalik Ágnes | -               |
| Kopaszkutya Kettő                                                | Szomjas György     | 90 p. dok.                            | Földesi László, Deák Bill Gyula, Póka Egon, Tátrai Tibor, Solti János | -               |
| Legjobb szándék                                                  | Adrian Sitaru      | 105 p. magyar-román                   | Bogdan Dumitrache, Tóth Orsolya, Alina Grigore, Natasa Raab, Szikszai Rémusz                                                                                                 | -               |
| Magyarország 2011                                                | 11 magyar rendező  | 75 p. szkeccs                         | Rendezők: Jancsó Miklós, Salamon András, Fliegauf Benedek, Pálfi György, Siroki László, Forgács Péter, Mészáros Márta, Szabó Simon, Török Ferenc, Kocsis Ágnes, Jeles András | -               |
| Nyár utca, nem megy tovább                                       | Vecsernyés János   | 72 p.                                 | Kerekes Éva, Haumann Péter, Bartsch Kata, Sipos Veronika, Keresztes Tamás, Lengyel Ferenc                                                                                    | -               |
| Örvény                                                           | Szekeres Csaba     | 72 p. m.-angol                        | dokumentumfilm | -               |
| Pál Adrienn                                                      | Kocsis Ágnes       | 138 p. m.-holland-német dráma         | Gábor Éva, Hegyi Izabella, Znamenák István, Horváth Ákos | -               |
| Sherlock Holmes nevében                                          | Bernáth Zsolt      | 100 p. ifj.-kaland                    | Szénási Kristóf, Ungvár Ádám, Kugler Nikolett, Karalyos Gábor, Gáspár Tibor, Kiss Attila                                                                                     | -               |
| S.O.S. Love - Az egymillió dolláros megbízás                     | Sas Tamás          | 100 p. m.-amer.-ang.-orosz vígj. (3D) | Hujber Ferenc, Árpa Áttila, Hevér Gábor, Daryl Hannah, Billy Zane, Kovács Patrícia                                                                                           | -               |
| Talán egy másik életben                                          | Elisabeth Scharang | 90 p. háb.-dráma (m.-oszt.-ném.)      | Tóth Orsolya, Végh Tamás, Thomas Fränzel, Dobos Ildikó, Kublicska Kálmán, Günter Tolar                                                                                       | -               |
| Team Bulding                                                     | Almási Réka        | 90p. m.-német játékf.                 | Nagy Péter, Fullajtár Andrea, Alexis Latham, Kamarás Iván | -               |
| A torinói ló                                                     | Tarr Béla          | 150 p. ff. m.-francia-német dráma     | Derzsi János, Volker Spenker, Bók Erika | Megjelent DVD-n |
| Út a csillagok alatt - El Camino a világ oltárától a világ végig | Birinyi József     | 96 p. dok.                            | Szabó Péter, Dr. Tokaji Ferenc | -               |
| Vad Magyarország (Vizek birodalma)                               | Török Zoltán       | 52 p.                                 | természetfilm | -               |
| Visszatérés - Retrace                                            | Elek Judit         | 98 p. m.-román játékf.                | Demeter András, Gáti Kati, Kenderesi Manna, Philip Zandén | -               |
| Womb - Méh                                                       | Fliegauf Benedek   | 107 p. feliratos m.-francia-német jf. | Eva Green, Matt Smith, Lesley Manville, Peter Wright | -               |
| A zöld sárkány gyermekei                                         | Miklauzic Bence    | 93 p. dráma                           | Yu Debin, Bánfalvi Eszter, Rátóti Zoltán, Horváth Erika | -               |

### 2012
| Cím                                                         | Rendező                      | Megjegyzés                   | Szereplők | DVD             |
| ----------------------------------------------------------- | ---------------------------- | ---------------------------- | --- | --------------- |
| Aglaja                                                      | Deák Krisztina               | 110 p. m.-lengyel-román      | Ónodi Eszter, Bogdán Zsolt, Móga Piroska, Jávor Babett                                                                           | -               |
| Albert Flórián                                              | Visontai Attila              | 87 p. dokf.                  | Albert Flórián, Albert János, ifj. Albert Flórián, Albert Magdi, Puskás Ferenc                                                   | -               |
| Álomvölgy - Az üresség felfedezése                          | Vancsó Zoltán                | 68 p. kísérleti              | | -               |
| Az ajtó                                                     | Szabó István                 | 98 p. dr.                    | Martina Gedeck, Helen Mirren, Eperjes Károly, Börcsök Enikő, Nagy Mari, Szirtes Ági                                              | Megjelent DVD-n |
| Drága besúgott barátaim                                     | Cserhalmi Sára               | 101 p. dr.                   | Derzsi János, Cserhalmi György, Györgyi Anna, Keres Emil, Benedek Miklós, Mácsai Pál                                             | -               |
| Legjobb szándék                                             | Adrian Sitaru                | 105 p. m.-román dr.          | Bogdan Dumitrache, Tóth Orsolya, Alina Grigore, Natasa Raab, Szikszai Rémusz                                                     | -               |
| Magic Boys                                                  | Koltai Róbert                | 90 p. m.-angol-kanadai vígj. | Pindroch Csaba, Szabó Győző, Vinnie Jones, Michael Madsen, Tamer Hassan, Mark Phelan                                             | -               |
| Nejem, nőm, csajom                                          | Szajki Péter                 | 91 p. rom. vígj.             | Schell Judit, Gubík Ági, Tompos Kátya, Lovas Rozi, Rudolf Péter, Stohl András                                                    | Megjelent DVD-n |
| Némafilm                                                    | Matúz Gábor, Siklósi Beatrix | 70 p. dok.                   | Dr. Tapolczay Gergely, dr. Kósa Ádám                                                                                             | -               |
| Nyócker 8D                                                  | Gauder Áron                  | 87 p.                        | animációs film | -               |
| Popper Péter: Állatokról, emberekről – Fantáziák a kutyáról | Mógor Ági                    | 61 p. riport.                | Popper Péter | -               |
| A természet IQ-ja                                           | Dr. Danka Krisztina          | 58 p. dok.                   | Ayush Goyan (Cs. Németh Lajos), Dr. Jeszenszky Ferenc (Jakab Csaba), Michael Cremo (Kossuth Gábor), Stanley Salthe (Maday Gábor) | -               |
| Tüskevár                                                    | Balogh György                | 99 p. családi                | Nagy Marcell, Péntek Bálint, Kovács Lajos, Détár Enikő, Rékási Károly, Haumann Péter                                             | -               |
| Űrkutatás története 3D                                      | Gráner József                | 50 p. ism.                   | dokumentum | -               |
| VHK - Akik móresre tanították a halált                      | Nagy Júlia                   | 85 p. dok.                   | (Vágtázó Halottkémek) Grandpierre Attila, Soós Lajos, Mestyán Ádám, Balatoni Endre, Németh László, Király Zoltán                 | -               |

### 2013
| Cím                   | Rendező | Megjegyzés                                 | Szereplők | DVD             |
| --------------------- | --- | ------------------------------------------ | --- | --------------- |
| Attila legendája      | Mihalovics Sándor Gábor | 84 p. vígj.                                | Mikula Dániel, Nádi Csaba, Fésű János                                                                                    | -               |
| Coming out            | Orosz Dénes | 96 p. vígj.                                | Csányi Sándor, Karalyos Gábor, Mucsi Zoltán, Tompos Kátya, Für Anikó                                                     | Megjelent DVD-n |
| Cycle                 | Sóstai Zoltán | 78 p. anim.                                | 2011-ben készült | -               |
| Dolma lányai          | Miklós Ádám | 70 p. dok. ang.-nepáli-m.                  | | -               |
| Elhallgatott gyalázat | Skrabski Fruzsina | 52 p. dok.                                 | | -               |
| Gingerclown           | Hatvani Balázs | 84 p. 3D horror-vígj.                      | Tim Curry, Ashley Luke Lloyd, Erin Hayes, Michael Cannell-Griffiths                                                      | -               |
| Hőskeresők            | Miklauzic Bence | szín. filmszatíra                          | Stohl András, Mike Kelly, Znamenák István, Lengyel Ferenc, Hollósi Frigyes, Bodnár Erika                                 | -               |
| Isteni műszak         | Bodzsár Márk | 106 p. komédia                             | Ötvös András, Rába Roland, Keresztes Tamás, Zsótér Sándor, Stork Natasa                                                  | Megjelent DVD-n |
| Köszönöm, jól         | Prikler Mátyás | 133 p. játékf. szlovák-m.                  | Mokos Attila, Miroslav Krobut, Várady Béla, Vladimír Došil, Zuzana Mauréry                                               | -               |
| A nagy füzet          | Szász János | 109 p. háborús dráma                       | Molnár Piroska, Gyémánt László, Gyémánt András, Ulrich Matthes, Bognár Gyöngyvér                                         | Megjelent DVD-n |
| Nekem Budapest        | Bálint Dániel, Csuja László, Ferenczik Áron, Kapronczai Erika, Kárpáti György Mór, Pires András, Pluhár Attila, Reisz Gábor, Szeiler Péter, Szimler Bálint | 95 p. szkeccsfilm                          | Gyabronka József, Kerekes Vica                                                                                           | -               |
| Regina                | Groó Diana | 63 p. ff. dok.                             | | -               |
| Indián                | P. Szabó István | 97 perc, játékfilm (fekete komédia, dráma) | Gémes Antos, Ruttkay Laura, Dammak Jázmin, Szorcsik Viktória, Dallos-Nyers Boglárka, Cseh Zsuzsanna                      | -               |
| Elment az öszöd       | Dézsy Zoltán | 82 perc, játékfilm                         | Sás Péter, Szabó Sipos Barnabás, Ujlaki Dénes, Fésűs Nelly, Császár Angela, Benkóczy Zoltán, Pethes Csaba, Ignátz Attila | -               |

### 2014
| Cím                                      | Rendező          | Megjegyzés                                                                  | Szereplők | DVD             |
| ---------------------------------------- | ---------------- | --------------------------------------------------------------------------- | --- | --------------- |
| Aura                                     | Bernáth Zsolt    | 80 p. sci-fi                                                                | Kapócs Panka, Dubai Péter, Szénási Kristóf, Ungvár Ádám                                                                                | Megjelent DVD-n |
| Fekete leves                             | Novák Erik       | 93 p. vígj.                                                                 | Herczeg Zoltán, Fátyol Hermina, Szabó Simon, Tóth Orsolya                                                                              | -               |
| Fehér isten                              | Mundruczó Kornél | 121 p. dráma                                                                | Psotta Zsófia, Zsótér Sándor, Monori Lili, Thuróczy Szabolcs, Gálffi László, Nagy Ervin, Mundruczó Kornél, Ascher Károly, Horváth Lili | Megjelent DVD-n |
| Couch Surf                               | Dyga Zsombor     | vígjáték, 84 perc                                                           | Kerekes Vica, Hámori Gabriella, Balsai Mónika, Nagy Zsolt                                                                              | -               |
| Délibáb                                  | Hajdu Szabolcs   | magyar western, 90 perc                                                     | Isaach De Bankolé, Răzvan Vasilescu, Török-Illyés Orsolya, Dragoş Bucur                                                                | Megjelent DVD-n |
| Drága Elza!                              | Füle Zoltán      | magyar háborús filmdráma, 96 perc                                           | Ripli Zsuzsanna, Makray Gábor, Bodor Géza, Varga Tamás                                                                                 | -               |
| Jacky's World                            | Pánovics Rajmund | dokumentum játékfilm, 63 perc                                               | | -               |
| Magyarok a Barcáért                      | Kocsis Tibor     | dokumentumfilm, 85 perc                                                     | | -               |
| Megdönteni Hajnal Tímeát                 | Herczeg Attila   | romantikus vígjáték, 105 perc                                               | Osvárt Andrea, Simon Kornél, Szabó Simon, Jordán Adél                                                                                  | Megjelent DVD-n |
| Senki szigete                            | Török Ferenc     | romantikus vígjáték, 96 perc                                                | Jakab Juli, Mohai Tamás, Bánfalvi Eszter, Schell Judit                                                                                 | Megjelent DVD-n |
| Swing                                    | Fazekas Csaba    | romantikus vígjáték, 117 perc                                               | Ónodi Eszter, Csákányi Eszter, Törőcsik Franciska, Törőcsik Mari                                                                       | Megjelent DVD-n |
| Utóélet                                  | Zomborácz Virág  | 95 perc                                                                     | Kristóf Márton, Gálffi László, Anger Zsolt, Petrik Andrea                                                                              | Megjelent DVD-n |
| VAN valami furcsa és megmagyarázhatatlan | Reisz Gábor      | vígjáték, 90 perc                                                           | Ferenczik Áron, Horváth Miklós, Győriványi Bálint, Owczarek Tomi                                                                       | Megjelent DVD-n |
| Szabadesés                               | Pálfi György     | magyar-dél-koreai-francia játékfilm, 89 perc                                | Molnár Piroska, Tenki Réka, Trill Zsolt, Nagy Zsolt                                                                                    | Megjelent DVD-n |
| Viharsarok                               | Császi Ádám      | magyar-német filmdráma, 115 perc                                            | Sütő András, Varga Ádám, Sebastian Urzendowsky, Téby Zita                                                                              | Megjelent DVD-n |
| A berni követ                            | Szász Attila     | 76 perc történelmi eseményeken alapuló, de részben fikciós, magyar thriller | Kulka János, Kádas József, Szabó Kimmel Tamás, Szikszai Rémusz, Lovas Rozi, Balsai Móni, László I. Kish, Lábodi Ádám, Takátsy Péter    | Megjelent DVD-n |

### 2015
| Cím                                   | Rendező             | Megjegyzés                                   | Szereplők | DVD             |
| ------------------------------------- | ------------------- | -------------------------------------------- | --- | --------------- |
| Liza, a rókatündér                    | Ujj Mészáros Károly | 98 p. vígj.                                  | Balsai Móni, Bede-Fazekas Szabolcs, David Sakurai, Molnár Piroska, Reviczky Gábor, Schmied Zoltán, Cserna Antal | Megjelent DVD-n |
| Saul fia                              | Nemes Jeles László  | filmdráma, 107 perc                          | Röhrig Géza, Molnár Levente, Urs Rechn, Zsótér Sándor | Megjelent DVD-n |
| Argo 2.                               | Árpa Attila         | akció-vígjáték, 95 perc                      | Kovács Lajos, Scherer Péter, Bicskey Lukács, Kiss József | Megjelent DVD-n |
| Az elveszett európai                  | Sipos József        | fekete-fehér fikciós dokumentumfilm, 61 perc | Simon Kornél | -               |
| Balaton Method                        | Szimler Bálint      | zenés dokumentumfilm, 85 perc                | 17 magyar zenekar – köztük a Quimby, a Middlemist Red, a Soerii & Poolek, az Elefánt, a Bin-Jip, a Subscribe a Punnany Massif és az Akkezdet Phiai – több száz további közreműködő | -               |
| Dumapárbaj                            | Paczolay Béla       | vígjáték, 88 perc                            | Hadházi László, Kiss Ádám, Eszenyi Enikő, Kamarás Iván | -               |
| Fischer Iván                          | Sólyom András       | dokumentumfilm, 75 perc                      | Fischer Iván, Budapesti Fesztiválzenekar | -               |
| Janus                                 | Gyöngyössy Bence    | 76 perc                                      | Adorjáni Bálint, Marozsán Erika, Blaskó Péter, Gyöngyössy Katalin | -               |
| Lámpagyújtogatók                      | Dr. Százados Miklós | sci-fi, 107 perc                             | Almár Iván, Argyelán Krisztina, Berg Judit, Besenyei Péter, Boldogkői Zsolt, Dombóvári István, Erdei Zsolt, Fehér Gyula, Fejes Tamás, Karácsony Tamás "Fluor", Harcsa Veronika, Illényi Katica, Jordán Adél, Kammerer Zoltán, Kamarás Iván, Karafiáth Orsolya, Katus Attila, Kiss Tibor, Kovácsovics Fruzsina, Kozma Orsi, Kulifai Tamás, Laár András, Lackfi János, Leskovics Gábor, Lovasi András, Lubics Szilvi, Lukács László, Növényi Norbert, Pacher Tibor, Péterfy Bori, Qka Mc, Rakonczay Gábor, Rátgéber László, Ricsipí, Sidlovics Gábor, Szakos Krisztián, Szentpéteri József, Takáts Eszter, Tari Annamária, Török Gábor, Vida Ágnes | -               |
| Mancs                                 | Pejó Róbert         | családi kalandfilm, 92 perc                  | Trill Zsolt, Holecskó Orsolya, Keresztes Tamás, Szacsvay László | Megjelent DVD-n |
| Manieggs – Egy kemény tojás bosszúja  | Miklósy Zoltán      | animációs film, 90 perc                      | Kőszegi Ákos, Csőre Gábor, Csuja Imre, Boros Zoltán | -               |
| Meleg Férfiak Hideg Diktatúrák        | Takács Mária        | dokumentumfilm, 90 perc                      | Láner László, Nádasdy Ádám, Pálfi Balázs, Pálos Attila, Rakiás Ferenc, Takács Bencze Gábor, Tölgyesy Zoltán, Banach Nagy Milán, Hanzli Péter, Halmai Gábor | Megjelent DVD-n |
| Parkoló                               | Miklauzic Bence     | játékfilm, 92 perc                           | Lengyel Ferenc, Szervét Tibor, Somody Kálmán, Pokorny Lia | Megjelent DVD-n |
| tititá                                | Almási Tamás        | dokumentumfilm, 90 perc                      | | -               |
| Anyám és más futóbolondok a családból | Fekete Ibolya       | filmdráma, 108 perc                          | Ónodi Eszter, Gáspár Tibor, Barkó György, Danuta Szaflarska, Petra Hovanyecz, Básti Juli, Kerekes Vica, Bartsch Kata, Adorjáni Bálint, Törköly Levente, Bárány Virág, Szervét Tibor, Takáts Andrea | -               |

### 2016
| Cím                             | Rendező           | Megjegyzés              | Szereplők | DVD |
| ------------------------------- | ----------------- | ----------------------- | --- | --- |
| Kojot                           | Kostyál Márk      | 126 p. akciódráma       | Mészáros András, Bocsárszky Attila, Kovács Frigyes, Orbán Levente | -   |
| A martfűi rém                   | Sopsits Árpád     | 118 p. pszicho-thriller | Hajduk Károly, Anger Zsolt, Balsai Mónika, Trill Zsolt, Szamosi Zsófia, Barbinek Péter | -   |
| Az állampolgár                  | Vranik Roland     | 109 p. filmdráma        | Dr. Cake-Baly Marcelo, Máhr Ágnes, Arghavan Shekari, ... | -   |
| Kút                             | Gigor Attila      | 95 p.                   | Jankovics Péter, Kurta Niké, Tzafetás Roland, Kovács Zsolt (színművész), Horváth Csaba, Trokán Nóra, Irma Milovic, Pokorny Lia, Pusztai Ferenc, László Zsolt (színművész), Udvaros Dorottya, Prohaszka Fanni, Tóth Gyula, Apáti Bence, Pitz András, Varga Tamás (színművész, 1946), Özv. Dudás Józsefné Marika, Bagota Béla, Kocka | -   |
| Hurok                           | Madarász István   | 95 p. thriller          | Száraz Dénes, Martinovics Dorina, Anger Zsolt, Hegedűs D. Géza, Málnai Zsuzsa, Honti György, Timkó János, Réthelyi András, Dér Zsolt, Andresz Kati, Elek Ferenc | -   |
| Magyar csapat – „…még 50 perc…” | Muhi András Pires | 72 p. dokumentumfilm    | Magyar labdarúgó-válogatott, szövetségi kapitányok | -   |
| Ernelláék Farkaséknál           | Hajdu Szabolcs    | -                       | - | -   |

### 2017
| Cím                 | Rendező          | Megjegyzés                           | Szereplők | DVD             |
| ------------------- | ---------------- | ------------------------------------ | --- | --------------- |
| Szeretföld          | Buvári Tamás     | 109 p.                               | Lipták Jeanne, Nagy Zsolt, Turós-Máté Kinga, Trokán Anna                                                                              | -               |
| Budapest Noir       | Gárdos Éva       | 95 p. bűnügyi filmdráma              | Kolovratnik Krisztián, Tenki Réka, Dobó Kata, Anger Zsolt, Kulka János, Kováts Adél                                                   | Megjelent DVD-n |
| Testről és lélekről | Enyedi Ildikó    | 116 p. filmdráma                     | Morcsányi Géza, Borbély Alexandra, Schneider Zoltán, Nagy Ervin, Tenki Réka                                                           | Megjelent DVD-n |
| Kincsem             | Herendi Gábor    | 121 p. romantikus kalandfilm         | Nagy Ervin, Petrik Andrea, Kovács Lehel, Gáspár Tibor, Keresztes Tamás, Rátóti Zoltán, Balsai Móni, Makranczi Zalán, Gyabronka József | Megjelent DVD-n |
| Jupiter holdja      | Mundruczó Kornél | 100 perc filmdráma                   | Merab Ninidze, Cserhalmi György, Balsai Móni, Jéger Zsombor                                                                           | Megjelent DVD-n |
| Pappa Pia           | Csupó Gábor      | 105 perc, romantikus, zenés vígjáték | Szabó Kimmel Tamás, Ostorházi Bernadett, Nagy Feró, Stohl András, Reviczky Gábor, Kováts Vera, Mózes András, Miller Dávid             | Megjelent DVD-n |

### 2018
| Cím                                       | Rendező             | Megjegyzés                     | Szereplők | DVD |
| ----------------------------------------- | ------------------- | ------------------------------ | --- | --- |
| Ruben Brandt, a gyűjtő                    | Milorad Krstić      | 94 p. animációs akció-thriller | Kamarás Iván, Hámori Gabriella, Makranczi Zalán/Márton Csaba | -   |
| Déva                                      | Szőcs Petra         | 80 p. filmdráma                | Nagy Csengelle, Mohamed Fatma, Komán Boglárka | -   |
| Örök tél                                  | Szász Attila        | 94 p. Filmdráma/Romantikus     | Gera Marina, Csányi Sándor, Kiss Diána Magdolna, Döbrösi Laura, Kurta Niké, Farkas Franciska, Orosz Ákos, Für Anikó, Gáspár Tibor, Szovjet katonák | -   |
| Drakulics elvtárs                         | Bodzsár Márk        | 95 p. vígjáték                 | Walters Lili, Magyar Mária, Nagy Ervin, Nagy Zsolt, Balsai Móni, Borbély Alexandra, Bödőcs Tibor | -   |
| Remélem legközelebb sikerül meghalnod :-) | Schwechtje Mihály   | 96 p. filmdráma, thriller      | Herr Szilvia, Polgár Csaba, Mácsai Pál, Kardos Róbert, Rezes Judit, Schell Judit | -   |
| Rossz versek                              | Reisz Gábor         | 97 p, dráma                    | |     |
| A merénylet                               | Pajer Róbert        | 50 p. történelmi filmdráma     | Kováts Adél, Csőre Gábor, Timkó Eszter, Schnell Ádám, Cserna Antal, Sághy Tamás, Bordán Irén, Szalma Tamás, Fillár István | -   |
| X – A rendszerből törölve                 | Ujj Mészáros Károly | 114 p. krimi                   | Balsai Móni, Schmied Zoltán, Bede-Fazekas Szabolcs, Molnár Áron (színművész), Básti Juli, Hámori Ildikó, Szirtes Ági, Fekete Ernő, Szabó Győző (színművész), Kulka János (színművész), Olasz Renátó, Schneider Zoltán, Kőszegi Ákos, Bujáki Zsófia, Bende Ildikó | -   |

### 2019
| Cím                            | Rendező        | Megjegyzés                                     | Szereplők | DVD |
| ------------------------------ | -------------- | ---------------------------------------------- | --- | --- |
| FOMO – Megosztod, és uralkodsz | Hartung Attila | filmdráma, 91 perc                             | Stohl András, Yorgos Goletsas, László Panna, Bouquet Gergely, Pokorni Ábel, Sipöcz András | -   |
| A Mandák ház lelkésze          | Takács Mária   | dokumentumfilm, 70 perc                        | Bolba Márta | -   |
| Kölcsönlakás                   | Dobó Kata      | romantikus vígjáték, 95 perc                   | Balla Eszter, Haumann Máté, Klem Viktor, Martinovics Dorina, Szakács Petra, Oroszlán Szonja, Szabó Simon, Kiss Ramóna | DVD |
| Folyékony arany                | Almási Tamás   | dokumentumfilm, 78 perc                        | Szepsy István, Alkonyi László, Bacsó András | -   |
| Apró mesék                     | Szász Attila   | romantikus thriller, történelmi film, 112 perc | Szabó Kimmel Tamás, Kerekes Vica, Molnár Levente, Tóth Bercel, Gyabronka József, Egyed Attila, Tamási Zoltán, Dékány Barnabás, Bakos Éva, Kiss Diána Magdolna, Orosz Ákos, Krisztik Csaba                                                                      | -   |
| Foglyok                        | Deák Kristóf   | történelmi dráma, 87 perc                      | Sodró Eliza, Szamosi Zsófia, Fekete Ernő, Molnár Levente, Jászberényi Gábor, Lengyel Ferenc, Porogi Ádám, Kardos Róbert, Soltész Bözse, Csőre Gábor, Vasvári Emese, Bergendi Barnabás, Barta Ágnes, Györgyi Anna, Ambrus Asma, Kertész Péter, Bognár Gyöngyvér | -   |
| Most van most                  | Szajki Péter   | romantikus vígjáték, 91 perc                   | Tompos Kátya, Mohai Tamás, Mészáros András, Básti Juli, Scherer Péter | -   |